# Colore

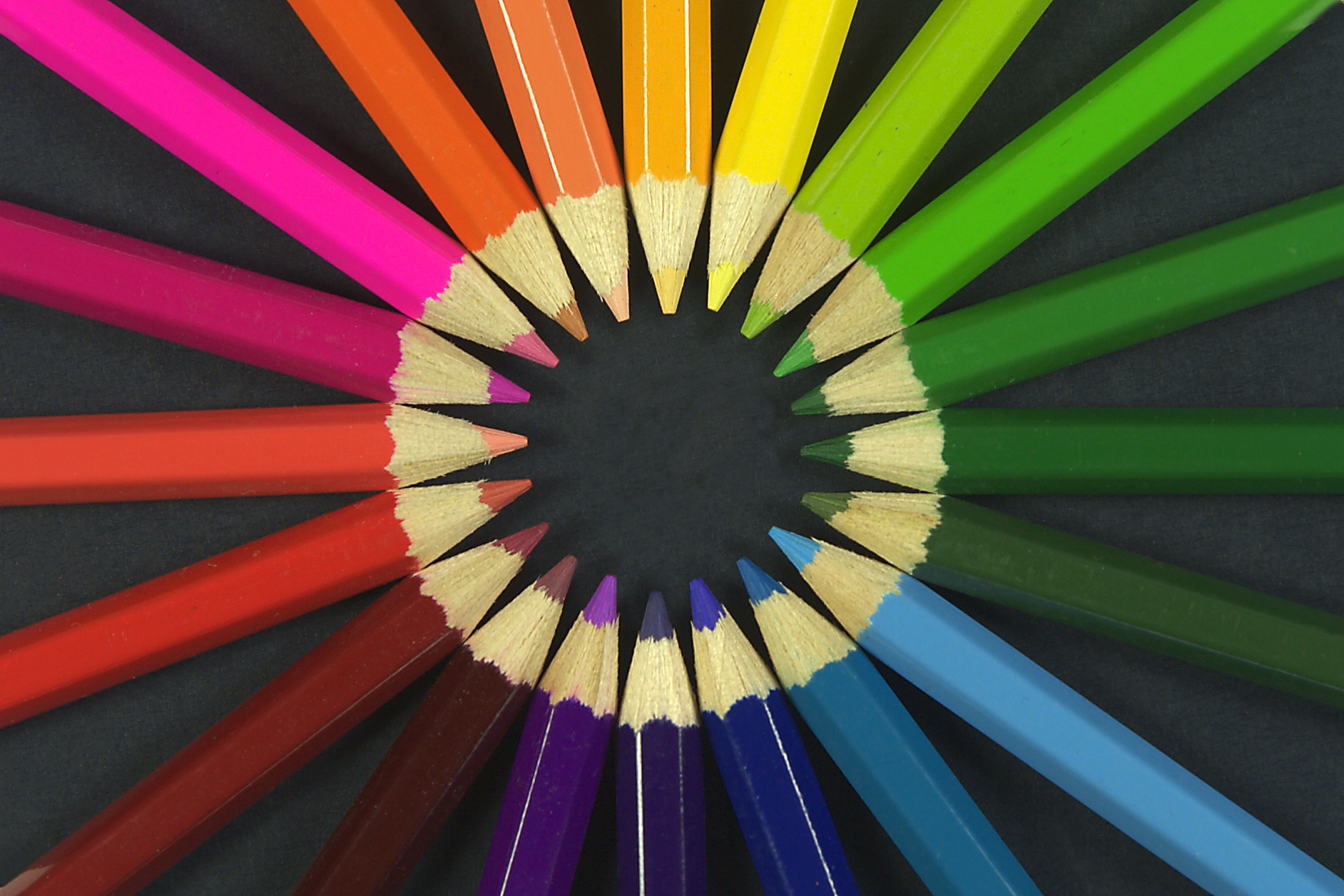
Matite colorate.

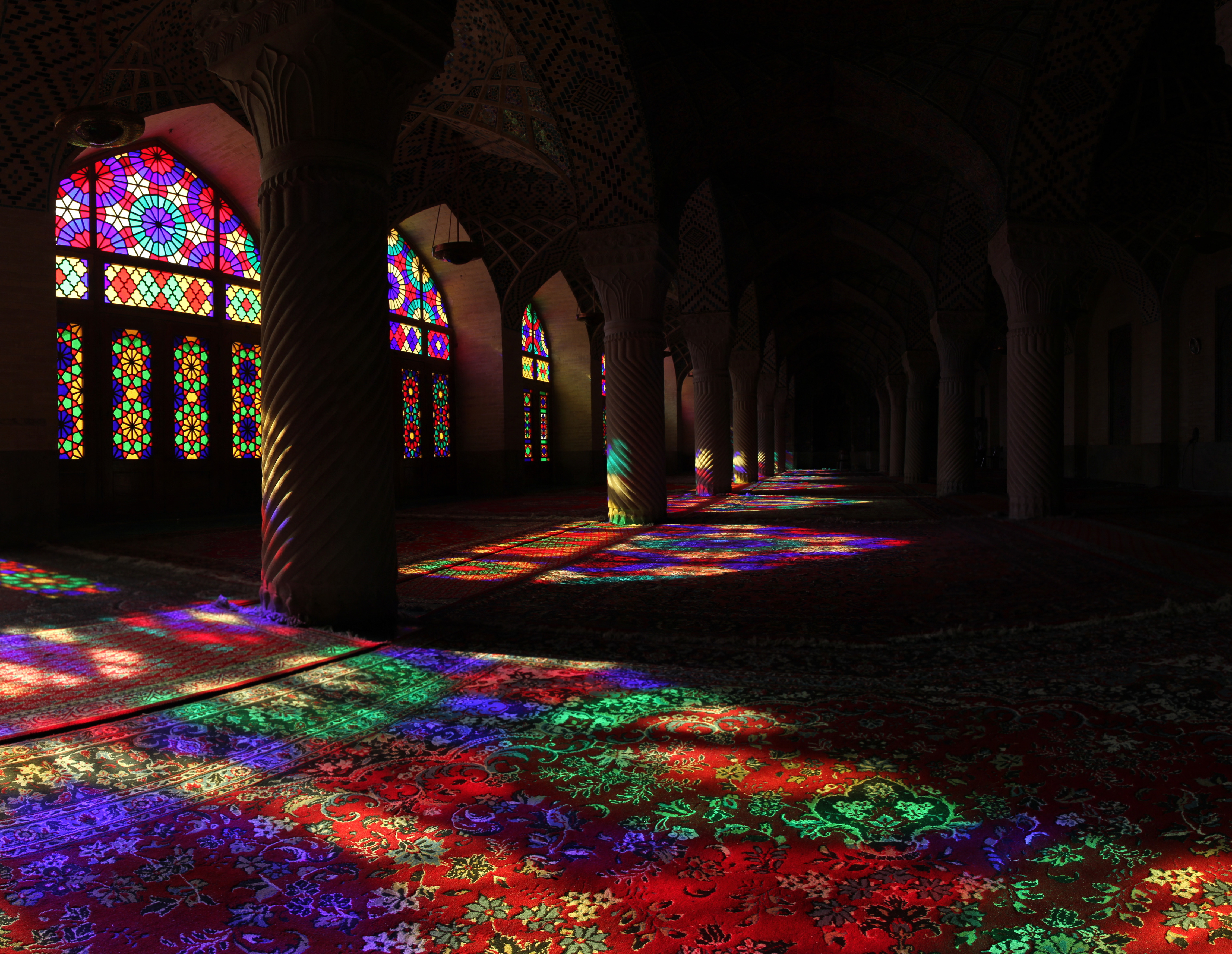
Effetto del colore: la luce del Sole che splende attraverso il vetro colorato sul tappeto (Moschea Nasir-ol-Molk situata a Shiraz, Iran).

Il colore è la percezione visiva delle varie radiazioni elettromagnetiche comprese nel cosiddetto spettro visibile.

## Lo studio dei colori
- la chimica, per lo studio e la sintesi di sostanze colorate e coloranti;
- la fisiologia, per quanto riguarda il funzionamento dell'occhio e la generazione, elaborazione, codifica e trasmissione dei segnali nervosi dalla retina al cervello, con le scoperte di Edwin Land;
- la psicologia, per quanto riguarda l'interpretazione dei segnali nervosi e la percezione del colore; se ne interessò in particolare Kristian Birch-Reichenwald Aars, filosofo e psicologo norvegese;
- la psicologia sperimentale, per quanto riguarda la questione della percezione e categorizzazione del colore; se ne interessò Eleanor Heider Rosch, psicologa sperimentale americana. Le sue ricerche aprirono un amplissimo dibattito che vide ulteriori studiosi coinvolti, come Paul Kay e Evan Thompson;
- la neurobiologia, con gli studi di Semir Zeki delle aree del cervello preposte.

Lo studio del colore coinvolge anche:
- la psicofisica, che studia la relazione tra lo stimolo e la risposta del sistema visivo (la colorimetria è una parte della psicofisica);
- la matematica, necessaria per lo sviluppo di modelli rappresentativi della visione del colore;
- la filosofia, in particolare famosi sono i lavori di Johann Wolfgang von Goethe e Ludwig Wittgenstein.

## La visione dei colori nella storia
La varietà di pigmenti utilizzati oggigiorno era sconosciuta prima della scoperta dei colori sintetici, dalla loro limitata varietà negli utilizzi sia artistici che di tintura di stoffe risulta un limitato vocabolario.
Gli antichi Greci non utilizzavano dei nomi fissi per indicare i diversi tipi di colore, ma li distinguevano più che altro in base alla loro limpidezza o tenebrosità, così che soltanto il bianco e il nero erano adoperati in maniera definita, a differenza degli altri. Ad esempio il termine xanthos poteva indicare tanto il giallo lucente quanto il rosso vivo del fuoco, come pure le tinte purpuree e persino blu.
I colori fondamentali erano dunque anticamente ricondotti a due, il bianco e il nero, ossia la chiarezza e l'oscurità, dalla cui mescolanza derivavano tutti gli altri. In particolare Empedocle, nel trattato Sull'origine, attribuiva il bianco al fuoco e il nero all'acqua.
Platone, nel Timeo, oltre al bianco e al nero annoverava tra i colori primari anche il rosso e lo «splendente» (lampron). Per Aristotele il bianco e il nero si determinano in base alla presenza o meno del diaphanes, ossia di un elemento trasparente in grado di far trasparire la luce (da leukòs, cioè bianco): tale diaphanes è massimo nel fuoco, associato al caldo, e minimo nella terra, associata al freddo. Oltre che nel trattato Sull'Anima, l'argomento è trattato da Aristotele anche nell'opuscolo Sul senso e sui sensibili, appartenente al gruppo di brevi opere conosciute col titolo di Parva naturalia, ossia «Piccoli scritti naturali»: in esso viene spiegata l'origine dei colori in termini di mescolanza a partire dal bianco e dal nero. Una teoria sulla luce e sui colori derivati dalla sua rifrazione, simile a quella che verrà scoperta secoli dopo, fu esposta invece dal filosofo atomista Epicuro nei testi Contro Teofrasto e Sulla natura.
La dottrina greca che vedeva i colori originati dalle due opposte polarità, chiaro e scuro, rimase predominante durante il Medioevo, in cui soprattutto quella aristotelica continuò a essere discussa e commentata. Concezioni analoghe furono elaborate nel Rinascimento: ad esempio Leonardo da Vinci, artista e scienziato insieme, attingendo alle teorie aristoteliche vedeva nel bianco e nel nero gli estremi fondamentali della gamma cromatica, a partire dai quali egli studiò il modo in cui due colori complementari si pongono reciprocamente in risalto, distinguendo le tinte prodotte dalla luce, come il giallo e il rosso, dai colori delle ombre, spesso tendenti al verde e all'azzurro. Egli distingueva così sei colori fondamentali. 
(Leonardo da Vinci, Trattato della pittura, cap. CLXI)

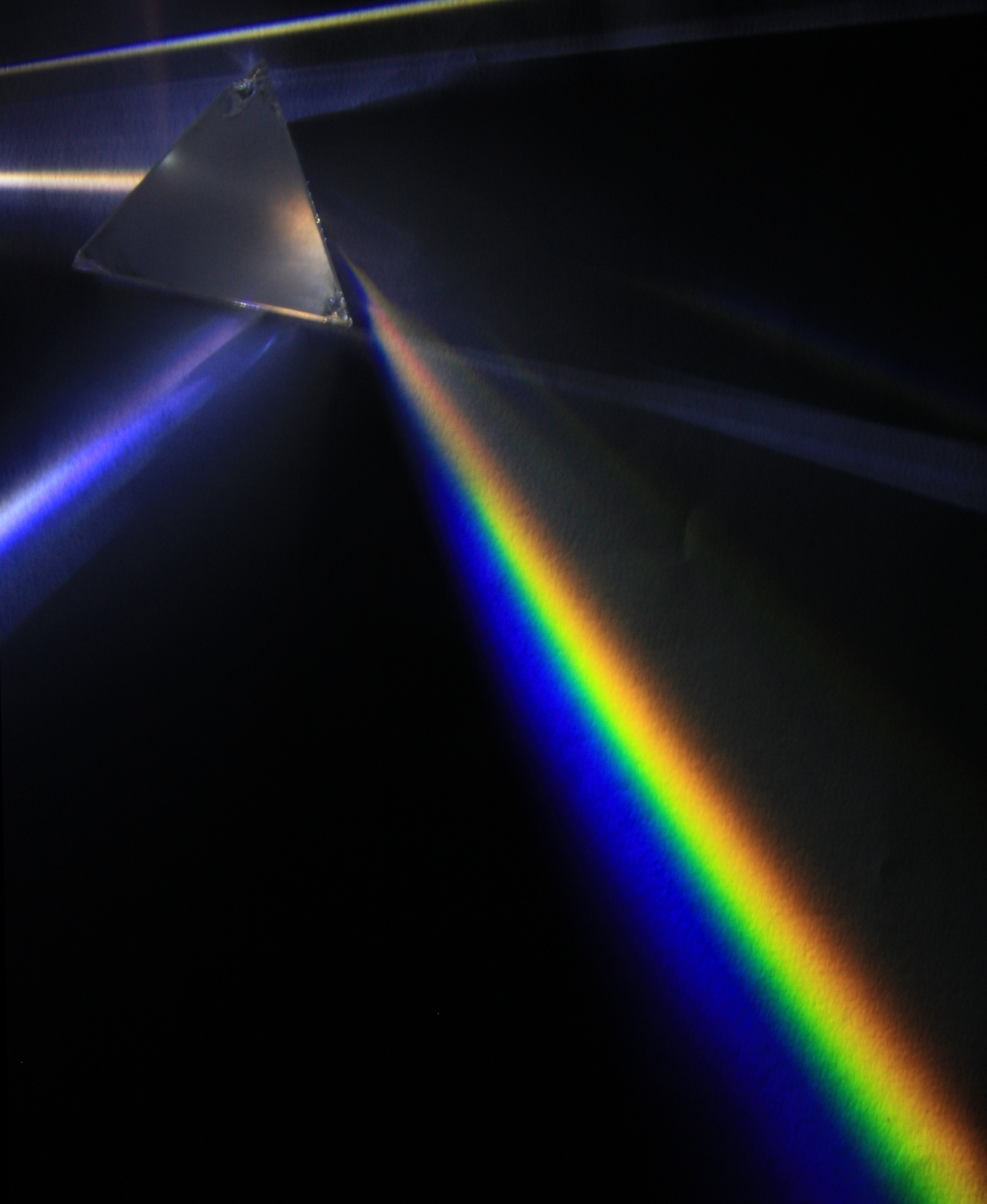
Dispersione della luce nello spettro dei colori tramite un prisma come negli esperimenti di Newton e Goethe

Parallelamente presero tuttavia a svilupparsi alcune teorie negatrici di una visione unitaria della luce, che avrebbero preparato il terreno all'atomismo di Newton. Marcus Marci nel Seicento studiò i colori da un punto di vista esclusivamente fisico, sperimentando la trasformazione della luce quando veniva riflessa da oggetti colorati. Il fisico e gesuita Francesco Maria Grimaldi spiegò la colorazione della luce, che ad esempio passasse attraverso un vetro rosso, sulla base di modificazioni intrinseche alla luce stessa, e non perché il rosso le si andasse ad aggiungere.
Isaac Newton pertanto, adottando un approccio meccanico e matematico, concluse che la luce, se diversamente riflessa, fa apparire la varietà dei colori a seconda del suo diverso grado di rifrazione, e che i colori sarebbero in origine contenuti nella luce quali suoi componenti, come gli atomi compongono la materia: egli ne enumerò in tutto sette, per ragioni più filosofiche che fisiologiche.

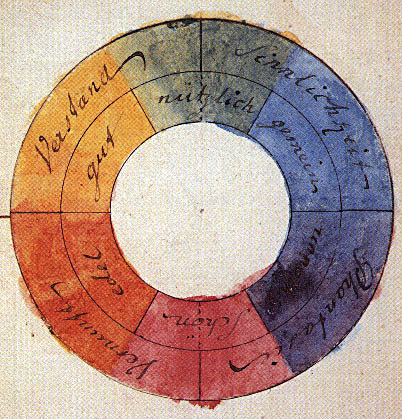
La ruota cromatica di Goethe (1809) composta da giallo, verde, blu, violetto, porpora, arancione

Queste conclusioni furono contestate ai primi dell'Ottocento da Goethe, secondo cui era tipica della mentalità newtoniana la trascuratezza di un approccio basato sui sensi, che conduceva ad astrazioni teoriche ed arbitrarie: Goethe rimproverava a Newton di aver effettuato i suoi esperimenti con l'ausilio di un prisma, e che era questo il responsabile dell'insorgere dei colori. Il prisma per Goethe non è uno strumento neutro, ma "sporca" la luce, offuscandola e producendo così i diversi effetti cromatici secondo la densità della sua figura. Per Goethe non è la luce a scaturire dai colori, bensì il contrario; i colori non sono «primari», ma consistono nell'interazione della luce (urphänomen) con l'oscurità. Polarizzandosi a contatto col buio, la luce dà luogo a coppie di colori contrapposti e complementari, che Goethe dispose in un cerchio cromatico di sei colori.
(Johann Wolfgang von Goethe, Teoria dei colori, § 69, trad. di R. Troncon, Milano, Il Saggiatore, 1979)
Anche il filosofo idealista Hegel contestò le conclusioni di Newton, sottolineandone le contraddizioni nel fare della luce un composto di colori, cioè nel rendere scuro quel che è bianco:
La conclusione che viene da questo fenomeno è soltanto quella che, siccome nel prisma si mostrano sette colori, questi dunque sarebbero l'elemento originario, e la luce è costituita da essi. Questa conclusione è barbara. Il prisma è trasparente e offuscante [...] e offusca la luce secondo il modo della sua figura. [...] Ma ora si dice che il prisma non ne è la causa; ma i colori che sono contenuti nella luce, vengono poi prodotti. Sarebbe lo stesso se qualcuno volesse mostrare che l'acqua pura non è originariamente trasparente, dopo aver rimestato un secchio pieno con uno straccio immerso nell'inchiostro, e dicesse poi "vedete signori miei l'acqua non è chiara".»
(Georg Wilhelm Friedrich Hegel, Filosofia della natura, lezioni del 1823-1824)
Nel 1861 James Clerk Maxwell, contemporaneo del famoso fisico e ottico Hermann von Helmholtz, con un esperimento produsse la prima fotografia a colori.
Lo scienziato Edwin Land, inventore della Polaroid, confutò la teoria di Newton dimostrando che la percezione del colore di un punto è influenzata dal contesto limitrofo.

## Origine fisica
Dal punto di vista delle proprietà fisiche, la luce visibile appare complessivamente bianca se la si considera la somma di tutte le frequenze dello spettro ottico. A ciascuna frequenza del visibile è associato un determinato colore. In particolare la diversità di colore o semplicemente il colore dei corpi che non emettono o brillano di luce propria, percepito poi dall'occhio umano, deriva dal fatto che un certo corpo assorbe tutte le frequenze o lunghezze d'onda dello spettro visibile, ma riemette o riflette una o più componenti o frequenze della luce bianca che, eventualmente mescolate tra loro, danno vita al colore percepito dall'occhio umano. In particolare nei due casi estremi un corpo appare bianco quando riflette tutte le frequenze, viceversa un corpo appare nero quando assorbe tutte le frequenze e non ne riflette alcuna; in tutti gli altri casi intermedi si avrà la percezione tipica di un altro colore.
Ogni sorgente di luce emette fotoni di diverse lunghezze d'onda, per cui quello che appare come tinta unica è solo la lunghezza d'onda dominante o risultante e non quella in cui sono assenti altre.
Nel caso di corpi che emettono o brillano di luce propria (ad es. le stelle e il Sole), come è noto tutti i corpi al di sopra dello zero assoluto, emettono invece radiazione elettromagnetica con potenza che è proporzionale alla loro temperatura assoluta T secondo la legge di Stefan-Boltzmann e distribuita con buona approssimazione secondo lo spettro del corpo nero di Planck con il picco di emissione che si sposta secondo la Legge di Wien in funzione della temperatura T: se il corpo è sufficientemente caldo parte di questa radiazione elettromagnetica cade nella banda del visibile risultando così visibile ai nostri occhi passando dal rosso, al giallo, al bianco, azzurro e blu quanto più il corpo è caldo (vedi temperatura di colore).

## Percezione del colore
| colore    | intervallo di lunghezza d'onda | intervallo di frequenza |
| --------- | ------------------------------ | ----------------------- |
| rosso     | ~ 700–630 nm                   | ~ 430–480 THz           |
| arancione | ~ 630–590 nm                   | ~ 480–510 THz           |
| giallo    | ~ 590–560 nm                   | ~ 510–540 THz           |
| verde     | ~ 560–490 nm                   | ~ 540–610 THz           |
| blu       | ~ 490–450 nm                   | ~ 610–670 THz           |
| violetto  | ~ 450–400 nm                   | ~ 670–750 THz           |

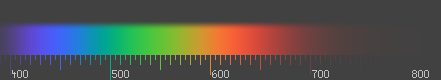
Spettro ottico (progettato per monitor con gamma 1.5)

La formazione della percezione del colore non necessariamente corrisponde alle proprietà fisiche della luce e avviene in tre distinte fasi.
1. Nella prima fase, un gruppo di fotoni (stimolo visivo) arriva all'occhio, attraversa cornea, umore acqueo, pupilla, cristallino, umore vitreo e raggiunge i fotorecettori della retina (bastoncelli e coni), dai quali viene assorbito. Come risultato dell'assorbimento, i fotorecettori generano (in un processo detto trasduzione) tre segnali nervosi, che sono segnali elettrici in modulazione di ampiezza.
2. La seconda fase avviene ancora a livello retinico e consiste nella elaborazione e compressione dei tre segnali nervosi, e termina con la creazione dei segnali opponenti, segnali elettrici in modulazione di frequenza (secondo la teoria del processo opponente di Ewald Hering), e la loro trasmissione al cervello lungo il nervo ottico.
3. La terza fase consiste nell'interpretazione dei segnali opponenti da parte del cervello e nella percezione del colore.

### Prima fase
Nella prima fase una sorgente luminosa emette un flusso di fotoni di diversa frequenza. Questo flusso di fotoni può:
1. arrivare direttamente all'occhio;
2. essere riflesso da un corpo che ne assorbe alcuni e ne riflette altri;
3. essere trasmesso da un corpo trasparente che ne assorbe alcuni e trasmette altri.

In ogni caso i fotoni che giungono all'occhio costituiscono lo stimolo di colore. Ogni singolo fotone attraversa la cornea, l'umore acqueo, la pupilla, il cristallino, l'umore vitreo e raggiunge uno dei fotorecettori della retina (un bastoncello, oppure un cono L, un cono M o un cono S) dal quale può essere o non essere assorbito. La probabilità che un tipo di fotorecettore assorba un fotone dipende dal tipo di fotorecettore e dalla frequenza del fotone.
Come risultato dell'assorbimento ogni fotorecettore genera un segnale elettrico in modulazione di ampiezza, proporzionale al numeri di fotoni assorbiti. Gli esperimenti mostrano che i segnali generati dai tre coni L, M e S sono direttamente collegati con la sensazione di colore, e sono detti segnali di tristimolo.

### Seconda fase
Nella seconda fase i segnali di tristimolo vengono elaborati e compressi con modalità non ancora completamente note. Questa elaborazione avviene nelle altre cellule della retina (cellule orizzontali, bipolari e gangliari) e termina con la generazione di altri tre segnali elettrici, questa volta in modulazione di frequenza, che sono chiamati segnali opponenti perché contengono informazioni combinate sulle coppie di colori opposti (verde-rosso, giallo-blu e bianco-nero, cioè la luminosità) e vengono trasmessi al cervello lungo il nervo ottico.

### Terza fase
I segnali elettrici opponenti che lungo i due nervi ottici (che sono costituiti dagli assoni delle cellule gangliari) raggiungono il cervello arrivano nei cosiddetti corpi genicolati laterali, che costituiscono una stazione intermedia per i segnali, che da qui vengono proiettati in apposite aree della corteccia visiva, dove si realizza infine la percezione del colore.

## Contrasti cromatici
I contrasti cromatici si producono tramite l'accostamento di due o più colori diversi tra loro. È altresì vero che esistono processi fisiologici oculari che come per i contrasti luminosi permettono la visione al nostro occhio di due tipi di colore, quello reale e quello apparente. Con un colore, per esempio il giallo, si avranno delle percezioni diverse in base allo sfondo a cui lo sottoponiamo: questo perché tende alla tonalità complementare dello sfondo stesso. Se invece lo sottoponessimo ad uno sfondo che è il complementare del colore stesso, avremo maggiore luminosità per il principio del contrasto luminoso.

### Contrasto tra colori puri
Consiste nell'accostare almeno tre colori al più alto grado di saturazione, cioè di intensità e di forza.

### Contrasto tra colori complementari
Il contrasto tra colori complementari si ottiene tramite l'accostamento di un colore primario e del colore risultante dall'unione degli altri due primari rimasti, tali contrasti possono essere: giallo-viola, rosso magenta-verde, blu ciano-arancione. Ci si riferisca alla ruota cromatica della sintesi additiva o sottrattiva individuando le tonalità poste a 180 gradi tra loro. La somma delle due tonalità sottrattive deve dare il “nero”; la somma delle due tonalità in additiva deve dare la luce bianca. Il principio vale utilizzando tre cromie poste a 120 gradi tra loro.

### Contrasto di quantità
Ogni tinta presenta un diverso grado di luminosità, per cui se vogliamo creare un equilibrio percettivo è necessario stendere in modo molto proporzionale le varie zone di colore, ad esempio, un colore molto luminoso dovrà occupare un'area minore rispetto ad un colore con un minore grado di luminosità.

## Psicologia del colore
A qualcuno potrebbe piacere un colore, questo e detto "colore preferito", ogni colore preferito ha un impatto sulla persona. I più comuni colori preferiti sono: rosso e blu, gli altri possono essere verde, arancione.

## Il colore nelle culture

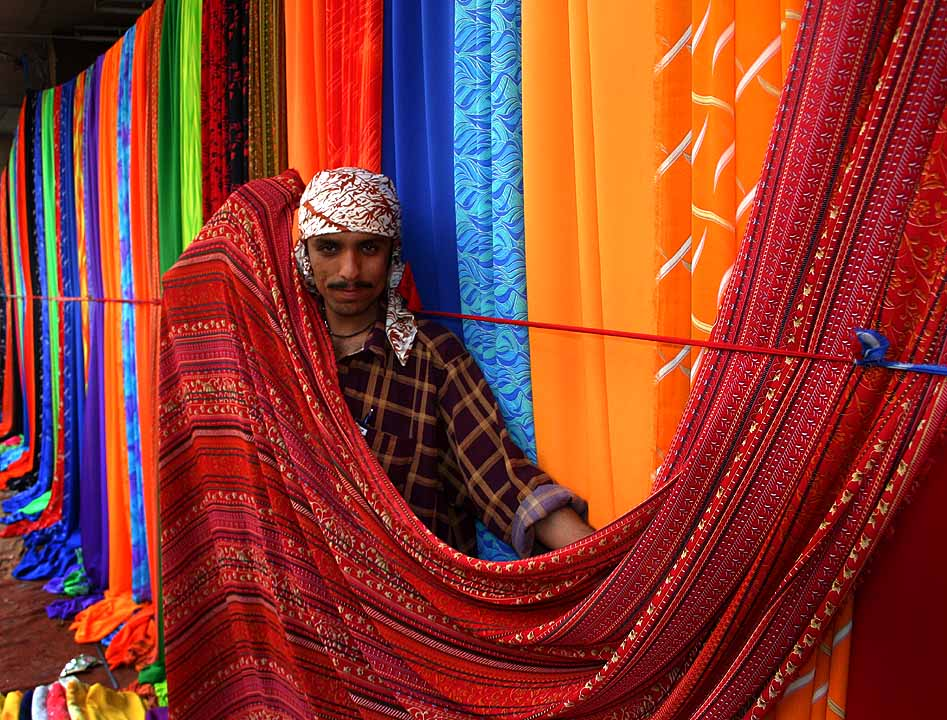
Variopinto mercato a Karachi

Berlin e Kay nel 1969 studiarono il numero di nomi dedicati ai colori nelle diverse culture stabilendo che si può passare da un minimo di 2, chiaro e scuro, ad un massimo di 11. Dimostrarono inoltre che man mano che si procede con la definizione di più colori lo sviluppo è omogeneo in tutte le culture, ad esempio dopo il chiaro e lo scuro si indica come colore il rosso, poi il verde e il giallo e così via fino a giungere all'arancione che è il colore definito in meno culture.
La teoria dei due antropologi era che il numero di colori dipendesse dalla complessità della cultura, ma questa teoria venne criticata in quanto essi non consideravano che alle percezioni del colore erano legate delle sensazioni emotive e quindi la percezione del colore è legata alla cultura stessa. Al termine si lega quindi una connotazione, un alone di significati a seconda del contesto.
Inoltre alcuni colori non vengono definiti se non associandoli al colore di un elemento naturale (es. "verde" diviene "foglia") così come accade quando noi definiamo un rosso come "ruggine". Inoltre dal rapporto fra colore e materia nascono due modi di interpretazione del colore, quali il "colore-qualità" nel quale il colore consente di qualificare la realtà, e di "colore-materia", nel quale l'artista è impegnato a creare un avvenimento nuovo.
Se con gli Impressionisti si instaura un nuovo rapporto tra l'immagine e la pittura e quindi nasce l'antitesi fra il colore e l'immagine, entrambi sfumati e non completati, i Puntinisti e i Divisionisti utilizzano le scoperte della scienza positivista e con Van Gogh la tensione cromatica corrisponde simbolicamente allo stato psicologico da descrivere; infine i pittori "gestuali" e "informali" spingono verso l'idea del colore-oggetto come informazione naturale.
Per quanto riguarda l'indagine dell'utilizzo del colore nell'arte, assumono grande importanza i riflessi emotivi, quali il calore e la profondità, dato che abitualmente i colori "caldi" avanzano verso l'osservatore, all'opposto di quelli "freddi".

### Simbologia dei colori
Ogni colore, che sia primario o secondario, suscita e rappresenta un'emozione o uno stato d'animo e può essere legato in particolare ad un evento. L'esperienza del colore è soggettiva e può rimandare alla cultura di appartenenza che suggerisce le personali percezioni su un determinato colore. Per esempio il giallo suscita qualcosa che irradia, come la luce del sole, mentre il blu qualcosa che racchiude, come l'universo. Il rosso sembra invece in movimento ma su se stesso, come il fuoco o il sangue. Nella cromoterapia  i colori sono associati alla persona per innalzare o modificare una sua caratteristica o una personale vibrazione del suo essere.
Nei differenti contesti socio-culturali i colori afferiscono a diversi significati ed occasioni in cui vengono utilizzati. Il bianco ad esempio può essere associato alla purezza, ma anche alla morte; il rosa che in origine in molte culture era legato alla sfera maschile poiché derivato dal rosso, colore che rimanda alla forza, è stato successivamente associato alla femminilità, come lo è stato il celeste per gli uomini, per motivi commerciali di marketing e vendita di prodotti.

## Modelli cromatici
Molti autori si sono posti il problema della razionalizzazione cromatica ideando vari modelli cromatici, tra i quali:
- Franciscus Aguilonius,1613
- Athanasius Kircher,1646
- Isaac Newton,1672
- Wolfgang Goethe,1810
- Arthur Schopenhauer,1816
- Cerchio cromatico di Chevreul, 1839
- James Clerk Maxwell,1861
- Vasilij Vasil'evič Kandinskij,1912
- Sistema Munsell dei colori,1915
- Johannes Itten,1921, 1961
- Paul Klee,1922
- Ncs,1969

## Acromatopsia e discromatopsia
L'incapacità di percepire i colori viene chiamata acromatopsia, ed in alcune popolazioni raggiunge percentuali elevate.
L'acromatopsia è differente dalla discromatopsia, poiché quest'ultima è un'incapacità solo parziale di vedere alcuni colori ed è suddivisa in deuteranopia, tritanopia e protanopia.

## Percezione del colore negli animali
Lo spettro visibile all'occhio umano si basa sulla visione tricromatica presente solo nelle scimmie antropomorfe e quindi non corrisponde a quello degli altri animali, ad esempio i mammiferi in prevalenza hanno una visione dicromatica, i serpenti vedono gli infrarossi e i pesci gli ultravioletti.